# Oberroth
Oberroth este o comună din landul Bavaria, Germania.